# Parahyaena
Genre
Parahyaena est un genre de mammifères carnivores de la famille des Hyaenidae. 

## Taxonomie
Ce taxon est désormais considéré comme invalide par l'ITIS pour qui lui préfère le genre Hyaena.

## Liste d'espèces
- Parahyaena brunnea (Thunberg, 1820) - Hyène brune

## Publication originale
- (en) Quinton Brett Hendey, « The Late Cenozoic Carnivora of the south-western Cape Province », Annals of the South African Museum, Le Cap, Inconnu, vol. 63,‎ 1974, p. 1-369 (ISSN 0303-2515, OCLC 1647291, lire en ligne).